# 科莱费罗
科莱费罗（義大利語：Colleferro）是意大利拉齐奥大区罗马首都广域市的一个市镇，面积27平方公里，人口21,536人（2004年）。